# Harder Literaturpreis
Der Harder Literaturpreis wird seit 1982 von der Bodenseegemeinde Hard (Vorarlberg) ausgeschrieben und bis 2012 alle drei, seitdem alle zwei Jahre vergeben. Er gilt als der älteste und traditionsreichste Literaturpreis in Vorarlberg.
Der Literaturpreis ist mit 5.000 Euro (Hauptpreis) und zweimal 1.000 Euro (Förderpreise) dotiert. Bis 2003 wurden jeweils Texte verschiedener literarischer Gattungen ausgezeichnet, seit 2006 werden nur noch Kurzgeschichten (maximal 10 Manuskriptseiten) prämiert. Zum Wettbewerb des Jahres 2012 wurden 484 Beiträge eingesandt. Das Thema für den 10. Harder Literaturpreis lautete „Trau keinem über 30“ und bezog sich einerseits auf das geflügelte Wort aus den 1960er-Jahren und andererseits darauf, dass der Harder Literaturpreis 1982, also dreißig Jahre zuvor zum ersten Mal ausgeschrieben wurde. Der 11. Harder Literaturpreis 2014 wurde für Erzählungen zum Thema „Im Westen nichts Neues?“ ausgeschrieben, das anlässlich des Gedenkens an den Beginn des Ersten Weltkriegs vor 100 Jahren gewählt wurde. Der 12. Harder Literaturpreis 2016 hatte das Thema Fenster zum Hof, der 13. Literaturpreis 2018 das Thema „Happiness Is a Warm Gun in Your Hand“, der 14. Literaturpreis 2020 „Am Wasser“.

## Preisträger
- 1983: Erica Engeler
- 1986: Lina Hofstätter
- 1989: Lisa Witasek
- 1992: Wolfgang Mörth
- 1995: Paulus Hochgatterer, Christa Hutter (* 1946)
- 1998: Elisabeth Ebenberger: 2. Platz für Das Ich und das Du und der Strom der Vergangenheit
- 2000: Birgit Müller-Wieland
- 2003: Kerstin Kempker, Birgit van der Leeden
- 2006: Stephan Waldscheidt
- 2009: Kai Metzger, Ralf Thies
- 2011: Elisabeth Ebenberger: Anerkennungspreis für Im Westen nichts Neues
- 2012: Gertraud Klemm
- 2014: Marcus Kindlinger
- 2016: Katharina Hartwell[3]
- 2018: Yannic Han Biao Federer
- 2020: Sonja M. Schultz